# Inenek
Inenek (Kosename Inti) war eine Königin der altägyptischen 6. Dynastie. Sie war eine Gemahlin von Pharao Pepi I. Kinder aus dieser Ehe sind nicht bekannt.

## Titel
Zu ihren Titeln gehören Gemahlin des Königs, Tochter des Geb, aber auch die Titel eines Wesirs: die zum Vorhang gehörige, zab-Beamtin und Wesir.

## Grabstätte
Für Inenek/Inti wurde südlich der Pyramide ihres Gemahls eine Königinnenpyramide errichtet. Sie wurde 1988 von französischen Archäologen entdeckt und besitzt einen recht umfangreichen Totentempel. Vom Begräbnis wurden nur der Sarkophag, einige Gefäße und Geschirr gefunden.